# Максимов, Евгений Дмитриевич
Евгений Дмитриевич Максимов (литературный псевдоним — Максимов-Слобожанин; 18 апреля 1858, Суджа — 25 сентября 1927, Ленинград) — действительный статский советник, публицист, общественный деятель, статистик, экономист, профессор Ленинградского института народного хозяйства, педагог.

## Биография

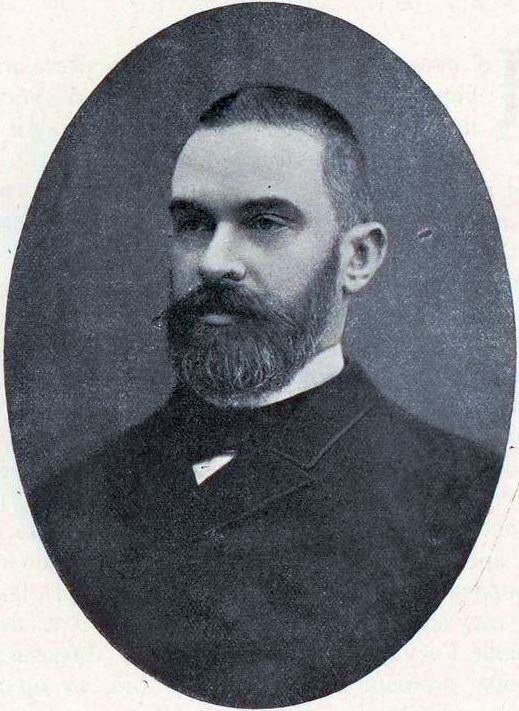
Е. Д. Максимов, 1906

Евгений Дмитриевич Максимов родился 18 апреля 1858 года в городе Суджа — уездном центре Курской губернии, а юность его прошла в Полтаве.
Состоял недолго сельским учителем; тогда же в журнале «Земская Школа» (1881) появилась его статья по истории народных училищ. Другие его статьи по истории низших школ помещались в журналах «Народная Школа», «Семья и Школа», «Женское образование».
В 1883—1884 гг. он принял ближайшее участие в выработке и осуществлении первой в то время низшей сельскохозяйственной школы нового типа (Кучеровской) и по открытии её занял в ней место преподавателя; был избран земским гласным, работал в земских комиссиях, деятельно сотрудничал в «Еженедельнике Суджанского земства», принял участие в земском статистическом обследовании Курской губ. и произвел подворное исследование двух волостей Суджанского уезда.
Статьи его по общим земским и экономическим вопросам примыкали к народническому направлению и помещались в «Наблюдателе», «Экономическом Журнале», «Русской Мысли», «Юридическом Вестнике» и друг. изданиях.
Назначенный, затем, податным инспектором во Владикавказе, он исполнял обязанности секретаря терского статистического комитета и редактора местной газетки, произвел полное статистическое обследование области (смешанным бланковым и экспедиционным способом) и издал три историко-статистических монографии о народностях Северного Кавказа.
В 1894 г. он был назначен членом-делопроизводителем комиссии К. К. Грота по пересмотру законов об общественном призрении.
Статьи его по вопросам общественной помощи нуждающимся появлялись как в общих периодических изданиях («Новое Слово», «Русское Богатство», «Русские Ведомости» и др.), так и в специальных («Вестнике Благотворительности» и «Трудовая Помощь»).
Позже, будучи начальником благотворительного отделения Хозяйственного департамента Министерства внутренних дел (с 1895 г.), он разработал проект нового закона об общественном призрении, который, однако, не был внесён в государственный совет, ввиду противодействия К. П. Победоносцева и С. Ю. Витте, желавших приурочить призрение бедных не к земству, а к церковным приходам.
В 1899 г. Максимов Евгений Дмитриевич, по поручению комитета попечительства о домах трудолюбия и работных домах, организовал общественные работы для голодающих Симбирской губернии, а в 1900 г. был назначен управляющим делами комитета указанного попечительства, которое, за время управления Максимовым своими делами, несколько расширило свою деятельность — стало систематически организовывать общественные работы для голодающих, учреждало учебные мастерские, открыло музей трудовой помощи, — но к главным и коренным преобразованиям, предложенным Максимовым Е. Д., не приступало.
В 1902 г. — член Комитета по устройству Кустарной выставки.
В 1905 г. Максимов Евгений Дмитриевич вышел в отставку.

Максимов Евгений Дмитриевич — участник и организатор 3 кооперативных съездов, член Совета Русского торгово-промышленного банка, председатель Совета Русского общества пароходства и торговли.

После февральской революции 1917 г. занимался преподавательской деятельностью. В 1918 г. — председатель Совета Всероссийского съезда по производству и сбыту кустарных товаров.

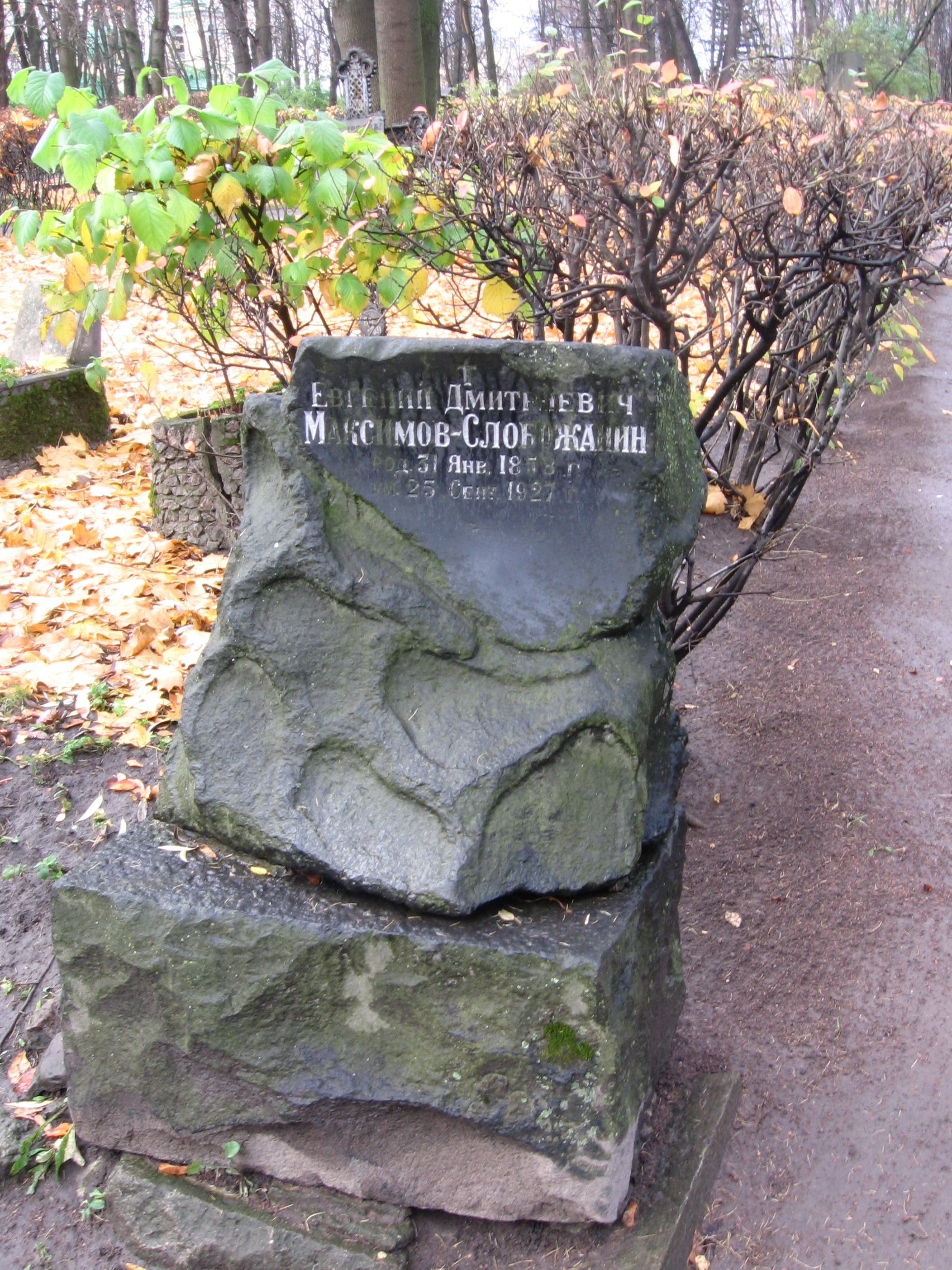
Надгробие Е. Д. Максимова-Слобожанина на Литераторских мостках

Умер 25 сентября 1927 года в Ленинграде. Похоронен на Литераторских мостках.

## Семья
Жена — Татьяна Андреевна Снежко (3-я четв. XIX в. — 1910).
Дети:
- Владислав Евгеньевич Евгеньев-Максимов (псевдоним; настоящая фамилия Максимов) (1883—1955) — литературовед, педагог, профессор ЛГУ.
- Борис Евгеньевич Максимов (1891—1947) — врач-психиатр, руководил психиатрической клиникой в Ленинграде, стоял у истоков организации скорой психиатрической помощи в СССР[6][7].
- Дмитрий Евгеньевич Максимов (1904—1987) — литературовед, поэт, доктор филологических наук[6][8][9].

## Труды
- «Земские финансы» (СПб., 1885);
- «Терское казачье войско. Историко-статистический очерк» (Владикавказ, 1890);
- «Туземцы Северного Кавказа» (вып. 1-й: «Осетины», «Кабардинцы», 1891; вып. II-й: «Чеченцы», 1893);
- «Очерки земской деятельности в области общественного призрения» (СПб., 1895);
- «Трудовая помощь, её основания, задачи и важнейшие формы» (СПб., 1898);
- «Происхождение нищенства и меры борьбы с ним» (СПб., 1901);
- «Очерк неурожайной губернии» (СПб., 1899);
- «Особые благотворительные ведомства и учреждения» (СПб., 1903);
- «Городские общественные управления в деле помощи бедным» (СПб., 1905).